# Der Junge und die Welt
Der Junge und die Welt (Originaltitel: O Menino e o Mundo) ist ein brasilianischer Animationsfilm ohne Dialog von Alê Abreu. Der Film hatte seine Premiere beim Ottawa International Animation Festival am 20. September 2013 und startete am 17. Dezember 2015 in den deutschen Kinos. Er erhielt zudem eine Nominierung als bester animierter Spielfilm für die Oscarverleihung 2016.

## Handlung
Als der Vater eines aufgeweckten kleinen Jungen in die Stadt zieht, um dort Arbeit zu finden, bleibt er allein zurück. Sehnsüchtig reist er ihm nach und erlebt den Übergang vom ländlichen Leben zur industriell geprägten Großstadt. Das dortige Leben wird von einem Militärregime beherrscht, sodass er all seinen Mut zusammennehmen muss, um den Gefahren zu trotzen und seinen Vater zu finden.

## Kritik
Der Filmdienst bezeichnete den Film als „komplexe Fabel sowohl für Erwachsene als auch für Kinder, bei der Töne und Bilder eine geradezu magische Symbiose eingehen“. Der „meisterhafte Animationsfilm“ lebe „vom prächtigen Spiel mit Formen, Farben und Bewegungen, wobei die Inszenierung die Möglichkeiten des Trickfilms zwischen Realität, Gegenwart und Erinnerung, Abstraktion und Details“ nutze, „um zwischen der Freude am Schauen und den gesellschaftskritischen Aspekten zu vermitteln“.

## Auszeichnungen
Der Film war überaus erfolgreich und gewann Preise bei über 40 Filmfestivals, darunter:
- Festival d’Animation Annecy 2014: Bester Film und Publikumspreis
- Annie Awards 2016: Best Animated Feature – Independent (zudem Nominierungen für Musik und Setdesign)
- Cairo International Film Festival 2014: Bestes Drehbuch
- Grande Prêmio do Cinema Brasileiro (Cinema Brazil Grand Prize) 2015: Bester Animationsfilm, bester Kinderfilm (zudem Nominierung für bestes Originaldrehbuch)
- Filmfest München 2014: One Future Prize, lobende Erwähnung
- Shanghai International Film Festival 2014: Special Jury Award
- São Paulo International Film Festival 2013: Bester brasilianischer Film